# Ren Xiaowen
Dans ce nom, le nom de famille précède le nom personnel.
Ren Xiaowen (chinois : 任晓雯), née à Shanghai en 1978, est une romancière et nouvelliste chinoise. Elle appartient au mouvement de la génération post'70 selon la classification traditionnelle des écrivains chinois par décennie. Cette génération d'écrivains reste encore très peu étudiée dans les études littéraires chinoises.
En décembre 2017, elle obtient le prix littéraire Mao-Dun des nouveaux talents.

## Biographie
Ren Xiaowen est née à Shanghai en 1978. Elle commence à écrire et à publier ses textes en ligne dès 1999. Elle obtient un master de journalisme à l’Université de Fudan en 2003. En 2005, elle crée son entreprise d'import-export de thé Pu’er dont elle est la PDG. Aujourd'hui, elle continue d'agrandir son entreprise sans abandonner l’écriture. Elle souligne qu’auparavant elle avait des exigences très strictes sur son environnement d'écriture, mais que désormais elle peut écrire dans le bruit : « Le roman traite des mœurs du monde réel, alors je me dois de m’en imprégner »[réf. nécessaire].

## Œuvres et style d'écriture
(avril 2021).
Ses romans Elles (« 她们 »), et Sur l'île (《岛上》), ainsi que son recueil de nouvelles Le tapis volant  (« 飞毯 ») comptent parmi ses œuvres les plus connues. Bon nombre de ces nouvelles ont été publiées dans de grandes revues littéraires comme Littérature du Peuple (« 人民文学 »), Littérature de Shanghai (« 上海文学 ») et dans Zhongshan (« 钟山 »). Ren Xiaowen poste ses premiers textes sur le forum internet « Le salon du siècle », sous le pseudonyme « Moustique ». Ses textes ont été sélectionnés dans plus de vingt recueils. En mars 2003, elle publie en feuilleton sur le site de l’université de Pékin son roman L'île des imbéciles (《愚人岛》) et rencontre un grand succès en plus d’attirer l’attention de nombreux critiques comme l’essayiste Zhu Dake, la rédactrice en chef de Zhongshan, Bo Xiaohong, ou l'éditeur Yang Kui.
Dans son roman Elles (« 她们 »), Ren Xiaowen démontre sa maîtrise de la langue et la maturité de son style. La plupart de ses phrases sont courtes et épurées, la force et le calme imprègnent tout son texte et lui donne sa grandeur.
Ren Xiaowen fait preuve d'une époustouflante agilité dans la construction des personnages secondaires et de l’intrigue. L'un des facteurs qui donne toute la beauté à son roman Elles réside dans chacun des personnages. Qu’il s’agisse des hommes ou des femmes, des jeunes ou des aînés, même les personnages les plus insignifiants sont dépeints avec brio, avec des caractéristiques uniques, et ont une présence à part entière[réf. nécessaire].
La plupart des romans de Ren Xiaowen s’attachent à décrire les couches populaires de la société comme les pêcheurs, les prostituées, les vendeurs ambulants, les coiffeuses, les conducteurs de train, les déments, les ravisseurs, les trafiquants... Tous deviennent les acteurs principaux de ses œuvres. Sous sa plume, la vie est synonyme d’adversités et de difficultés financières, toujours mouvementée et infortunée. La mort tient un rôle clé dans ses romans.
Sa nouvelle Sur le balcon (« 阳台上 ») publiée en 2011 traite d’une « histoire de vengeance inachevée ». À cause d'un projet de démolition, le père de Zhang Yingxiong, Zhang Suqing, est tué par Lu Zhiqiang. Zhang Yingxiong se met alors en quête de revanche. Mais sur son chemin vers la vengeance, Zhang Yingxiong, rempli de faiblesse et de doute, développe petit à petit des sentiments compliqués à l’égard de la fille de Lu Zhiqiang.  Le prénom du personnage principal, Zhang Yingxiong, signifie « héros », cependant l’histoire n’a rien d'héroïque, et ne reflète au contraire que l’amertume et l’ironie du sort. Grâce à sa solide maîtrise de la forme descriptive, Ren Xiaowen parvient à produire un roman réaliste. S’appuyant sur un style froid et détaché, ainsi que sur son sens du détail, elle dépeint avec profondeur les difficultés du quotidien et les complexités de la vie humaine.
Son roman Song, l'Inutile (« 好人宋没用 »), publié en 2017, décrit le travail acharné et les humiliations vécues par une jeune femme originaire du Nord du Jiangsu qui émigre vers Shanghai. La protagoniste, Song l’Inutile, naît fille en 1921 et est immédiatement méprisée par ses parents qui la surnomme « l’Inutile ». Mais bien qu’elle soit qualifiée de « jeune fille inutile », elle s'occupera de ses parents jusqu’à leur mort, prêtera assistance à son frère qui mène une vie oisive et peinera à élever cinq enfants. Elle est semblable à beaucoup de Chinois : elle traverse les affres de la révolution et la famine et survit à de nombreux mouvements politiques. En 2017, Ren Xiaowen reçoit le célèbre prix littéraire Mao-Dun pour cette œuvre.
Dans le recueil La vie de la troisième fille de Zhu (« 朱三小姐的一生 »), Ren Xiaowen continue de prêter attention à la classe populaire de Shanghai. La nouvelle-titre traite de l’hypocrisie de la société face aux femmes tombées dans la prostitution pour survivre. La nouvelle N’en rajoutez pas décrit le cercle vicieux de la violence domestique ; La mort de Yang Jinquan aborde le sujet de la solitude humaine ; Chronique d’un don de reins, quant à elle, traite la situation difficile des questions éthiques face à la mort et réexamine le sujet de l’amour maternel pour creuser profondément dans la nature humaine. Les six nouvelles qui composent ce recueil explorent toutes les thèmes de la nature humaine, de l’amour et du désir.

### Traductions en français
- Tan Huiying, dans la revue Jentayu no 6 Amours et Sensualités, trad. Brigitte Duzan, juillet 2017[4].
- Sur le balcon, trad. Brigitte Duzan, L’Asiathèque, mars 2021[5].

## Filmographie
La nouvelle Sur le balcon a été adaptée au cinéma en mars 2019. Il a été réalisé par Zhang Meng (en), avec Zhou Dongyu dans le rôle principal.